# 中村稔弥
中村 稔弥（なかむら としや、1996年7月8日 - ）は、長崎県佐世保市出身のプロ野球選手（投手）。左投左打。千葉ロッテマリーンズ所属。

## 経歴

### プロ入り前
佐世保市立相浦西小学校1年生の頃にソフトボールを始め、3年生から硬式野球の「佐世保中央リトルリーグ」で投手としてプレーする。海星中学校時代は、硬式野球の「長崎海星リトルシニア」に所属し、2年生で日台国際野球大会（阿里山盃）に出場する。
高校は長崎県立清峰高等学校に進学。3年生の夏の第96回選手権長崎大会では、初戦の対島原工業高校戦において酒井圭一（元ヤクルトスワローズ投手）と並ぶ大会記録タイの18奪三振を記録する。続く3回戦は九州文化学園高校に2対5で敗れ、甲子園出場はならなかった。
大学は亜細亜大学経営学部に進学。2年生の東都大学野球連盟春季リーグでは、最優秀投手とベストナインを獲得する。3年生の秋季リーグ戦は、防御率1.22で最優秀防御率。4年生の春季リーグ戦で自己最多の5勝をマークし、東洋大学との優勝決定戦では上茶谷大河と3連投の投げ合いを演じるも、1勝2敗で敗れた。秋季リーグ戦では防御率0.96で最優秀防御率、2度目のベストナインに輝いた。
2018年10月25日に行われたプロ野球ドラフト会議では、千葉ロッテマリーンズから5位指名を受けた。11月30日に東京都内のホテルにて入団交渉を行い、契約金4000万円、年俸800万円（金額は推定）で契約合意に達し、12月4日、ホテルスプリングス幕張にて新入団選手発表会が行われた。背番号は48。

### ロッテ時代
2019年は春季キャンプを一軍でスタートしたが、開幕は二軍で迎えた。イースタン・リーグでは11試合の登板で6勝2敗・防御率2.48と結果を残し、6月17日の中日ドラゴンズ戦でプロ初登板初先発となったが、6回0/3を5失点で敗戦投手となり、翌18日に出場選手登録を抹消された。7月11日に開催されたフレッシュオールスターに選出されており、6番手として7回から登板し、3者連続奪三振の好投で優秀選手賞を獲得した。8月1日に中継ぎとして一軍再昇格を果たすと、ロングリリーフとして一軍に定着し、8月5日の東北楽天ゴールデンイーグルス戦でプロ初ホールド、同24日の福岡ソフトバンクホークス戦ではプロ初勝利を記録した。再昇格後はシーズン終了まで一軍に帯同し、ルーキーイヤーは一軍で10試合（1先発）に登板して1勝1敗3ホールド・防御率4.32を記録。オフに500万円増となる推定年俸1300万円で契約を更改した。
2020年は新型コロナウイルスの影響で120試合制の短縮シーズンとなり、6月19日の開幕をロングリリーフとして一軍で迎えたが、結果を残せず、7月13日に出場選手登録を抹消された。その後先発として同26日に一軍再昇格を果たすと、ローテーションを守り、8月9日のオリックス・バファローズ戦で先発初勝利を挙げ、9月11のオリックス戦では8回途中まで無安打無得点という快投も見せた。シーズン終盤には再びロングリリーフに回り、この年は16試合（11先発）に登板。2勝5敗・防御率4.78という成績を残し、オフに500万円増となる推定年俸1800万円で契約を更改した。
2021年は4月23日のソフトバンク戦でシーズン初登板初先発を果たし、5回1失点と好投したが、続く同30日の楽天戦では5回5失点（自責点3）の内容で敗戦投手となり、翌5月1日に出場選手登録を抹消された。同25日に中継ぎとして再登録され、結果を残すと6月19日の埼玉西武ライオンズ戦でこの年3度目の先発マウンドを任されたが、4回6失点（自責点2）の内容で敗戦投手となり、その後は主にロングリリーフを担った。9月15日に登録抹消、同30日に一軍昇格するも、10月4日に再び登録抹消となり、チームは優勝争いをしていたが、フェニックスリーグへ参加し、そのままシーズンを終えた。この年は14試合（3先発）の登板で0勝2敗・防御率3.08を記録し、オフに現状維持となる推定年俸1800万円で契約を更改した。
2022年は春季キャンプをB組でスタートすると、2月4日に無症状ながら新型コロナウイルス陽性判定を受けた。開幕を二軍で迎え、「特例2022」で出場選手登録を抹消された佐々木千隼の代替指名選手として4月12日に一軍へ昇格。リリーフとして5試合連続無失点を記録するも、5月7日のソフトバンク戦では1回0/3を8安打2四球8失点の大乱調で同9日に出場選手登録を抹消された。6月3日に再登録されるも、わずか2試合に登板したのみで7月4日に登録抹消。特例2022の代替指名選手として8月7日に一軍へ再昇格するも、1試合に登板したのみで同11日に出場選手登録を抹消された。前年からツーシームがあまり落ちずに試行錯誤していたが、二軍調整中に田村龍弘から「ツーシームの球速が速くなっているよな」と指摘され、握りを深くしたところ、ツーシームでの空振りが増加。9月28日に一軍へ再昇格すると、同日の北海道日本ハムファイターズ戦ではツーシームで2つの空振り三振を奪うなど、2回1安打無失点と好投した。ただ、この年は10試合のリリーフ登板で0勝0敗1ホールド・防御率8.03という成績にとどまり、オフに300万円減となる推定年俸1500万円で契約を更改した。
2023年は春先の練習試合やオープン戦でリリーフとして結果を残したものの、開幕は二軍で迎えた。4月12日に出場選手登録となり、2試合に登板していずれも1イニングを無失点に抑えたが、5月4日に登録抹消。7月4日に再登録され、同15日の楽天戦で再登録後初登板となり、3点ビハインドの8回表を1安打2奪三振無失点に抑えると、チームが8回裏に5点を奪って逆転勝利したことで中村に勝利投手が記録され、これが自身1037日ぶり（2020年9月11日以来）の白星となった。その後は8月19日に出場選手登録を抹消されるも、9月3日に再登録されると、レギュラーシーズン最後の2登板ではいずれも勝利投手となり、この年は17試合の登板で3勝1敗・防御率2.31を記録。ソフトバンクとのCSファーストステージ第1戦では、3回完全投球で降板した佐々木朗希の後を受け、2回無失点の好投で勝利投手となった。オフに500万円増となる推定年俸2000万円で契約を更改した。
2024年、オープン戦では5試合の登板で防御率5.40と結果を残せず、開幕を二軍で迎えた。4月5日に出場選手登録されると、ビハインドでのロングリリーフを中心に登板数を重ね、ブルペンデーとなった5月26日のソフトバンク戦では、2回表から2番手として登板し、3回無失点の好投でシーズン初勝利。ただ、6月に入って2試合連続失点を喫し、6月8日に出場選手登録を抹消された。7月15日に再登録されて以降は、登録抹消と再登録を2度繰り返し、この年は17試合の登板で34イニングを投げ、1勝0敗・防御率3.71を記録。日本ハムとのCSファーストステージでは全3試合にベンチ入りしたが、登板機会は無かった。

## 選手としての特徴
リリースポイントが見えづらい投球フォームから投げ込まれるストレートは最速147km/hを記録。変化球は大学の先輩である東浜巨が投げ始めたと言われる「亜大ツーシーム」が特徴で他にスライダーとカーブも投じる。

## 人物
趣味は魚釣りで、暇があれば漁師になった同級生の船で釣りに出掛ける。

## 詳細情報

### 年度別投手成績
| 年 度     | 球 団     | 登 板 | 先 発 | 完 投 | 完 封 | 無 四 球 | 勝 利 | 敗 戦 | セ 丨 ブ | ホ 丨 ル ド | 勝 率 | 打 者 | 投 球 回 | 被 安 打 | 被 本 塁 打 | 与 四 球 | 敬 遠 | 与 死 球 | 奪 三 振 | 暴 投 | ボ 丨 ク | 失 点 | 自 責 点 | 防 御 率 | W H I P |
| --------- | --------- | ----- | ----- | ----- | ----- | -------- | ----- | ----- | -------- | ----------- | ----- | ----- | -------- | -------- | ----------- | -------- | ----- | -------- | -------- | ----- | -------- | ----- | -------- | -------- | ------- |
| 2019      | ロッテ    | 10    | 1     | 0     | 0     | 0        | 1     | 1     | 0        | 3           | .500  | 103   | 25.0     | 23       | 2           | 8        | 0     | 1        | 21       | 3     | 2        | 12    | 12       | 4.32     | 1.24    |
| 2020      | ロッテ    | 16    | 11    | 0     | 0     | 0        | 2     | 5     | 0        | 0           | .286  | 278   | 64.0     | 61       | 11          | 31       | 1     | 0        | 40       | 4     | 0        | 41    | 34       | 4.78     | 1.44    |
| 2021      | ロッテ    | 14    | 3     | 0     | 0     | 0        | 0     | 2     | 0        | 0           | .000  | 172   | 38.0     | 40       | 3           | 18       | 1     | 1        | 27       | 3     | 2        | 19    | 13       | 3.08     | 1.53    |
| 2022      | ロッテ    | 10    | 0     | 0     | 0     | 0        | 0     | 0     | 0        | 1           | ----  | 64    | 12.1     | 17       | 0           | 9        | 1     | 1        | 10       | 1     | 0        | 11    | 11       | 8.03     | 2.11    |
| 2023      | ロッテ    | 17    | 0     | 0     | 0     | 0        | 3     | 1     | 0        | 0           | .750  | 99    | 23.1     | 22       | 0           | 6        | 0     | 1        | 19       | 1     | 0        | 6     | 6        | 2.31     | 1.20    |
| 2024      | ロッテ    | 17    | 0     | 0     | 0     | 0        | 1     | 0     | 0        | 0           | 1.000 | 139   | 34.0     | 30       | 1           | 9        | 0     | 1        | 17       | 0     | 1        | 14    | 14       | 3.71     | 1.15    |
| 通算：6年 | 通算：6年 | 84    | 15    | 0     | 0     | 0        | 7     | 9     | 0        | 4           | .438  | 855   | 196.2    | 193      | 17          | 81       | 3     | 5        | 134      | 12    | 5        | 103   | 90       | 4.12     | 1.39    |

- 2024年度シーズン終了時
- 各年度の太字はリーグ最多

### 年度別守備成績
| 年 度 | 球 団  | 投手  | 投手  | 投手  | 投手  | 投手  | 投手     |
| 年 度 | 球 団  | 試 合 | 刺 殺 | 補 殺 | 失 策 | 併 殺 | 守 備 率 |
| ----- | ------ | ----- | ----- | ----- | ----- | ----- | -------- |
| 2019  | ロッテ | 10    | 1     | 1     | 0     | 0     | 1.000    |
| 2020  | ロッテ | 16    | 1     | 13    | 0     | 0     | 1.000    |
| 2021  | ロッテ | 14    | 1     | 5     | 0     | 0     | 1.000    |
| 2022  | ロッテ | 10    | 0     | 1     | 0     | 0     | 1.000    |
| 2023  | ロッテ | 17    | 1     | 4     | 0     | 0     | 1.000    |
| 2024  | ロッテ | 17    | 5     | 4     | 0     | 0     | 1.000    |
| 通算  | 通算   | 84    | 9     | 28    | 0     | 0     | 1.000    |

- 2024年度シーズン終了時

### 表彰
- フレッシュオールスターゲーム優秀選手賞：1回（2019年）

### 記録
初記録
- 初登板・初先発登板：2019年6月17日、対中日ドラゴンズ3回戦（ZOZOマリンスタジアム）、5回0/3を5失点で敗戦投手
- 初奪三振：同上、2回表に福田永将から空振り三振
- 初ホールド：2019年8月5日、対東北楽天ゴールデンイーグルス18回戦（楽天生命パーク宮城）、6回裏に2番手で救援登板、3回無失点
- 初勝利：2019年8月24日、対福岡ソフトバンクホークス20回戦（ZOZOマリンスタジアム）、3回表に2番手で救援登板、3回1/3を3失点

### 背番号
- 48（2019年 - ）

### 登場曲
- 「おかん～yet～」ベリーグッドマン（2019年 - 2020年）
- 「YOKAZE」変態紳士クラブ（2021年 - ）